# طلسمية غصينية محرشفة
طلسمية غصينية محرشفة (الاسم العلمي: Catananche carpholepis) هو نوع من النباتات يتبع جنس الطلسمية من الفصيلة النجمية.